# Colina, Chile
Colina är en kommun i Chile.   Den ligger i provinsen Provincia de Chacabuco och regionen Región Metropolitana de Santiago, i den södra delen av landet, 40 km norr om huvudstaden Santiago de Chile.